# Lázaro Cárdenas del Río

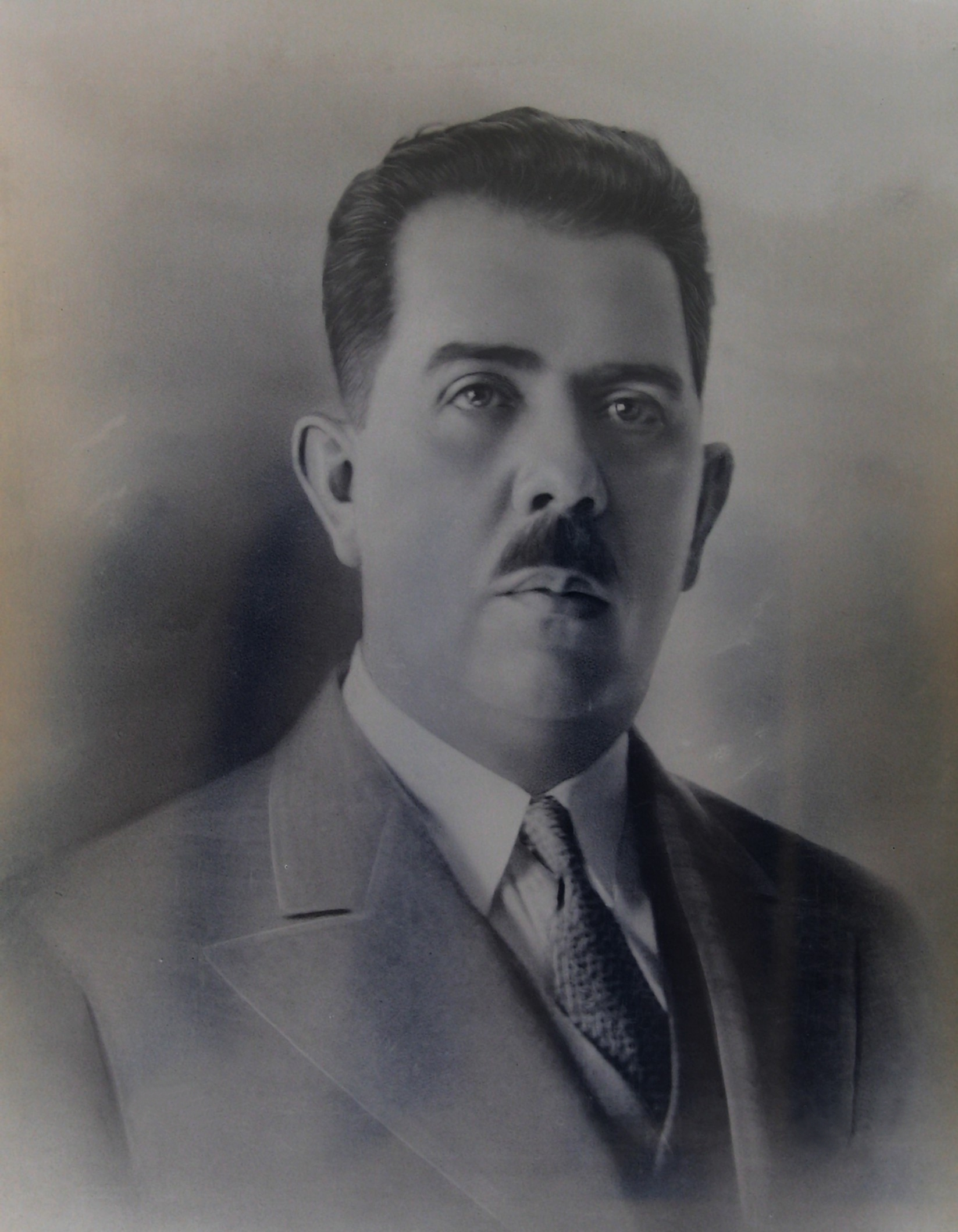
Lázaro Cárdenas del Río, 1934

Lázaro Cárdenas del Río (* 21. Mai 1895 in Jiquilpan de Juárez, Michoacán; † 19. Oktober 1970 in Mexiko-Stadt) war ein mexikanischer Politiker und General, der zwischen 1934 und 1940 Präsident Mexikos war.
Cárdenas stammte aus einer ländlichen Region und beteiligte sich als junger Offizier der Armee an der Mexikanischen Revolution. Politische Erfahrung sammelte er als Gouverneur seiner Heimatprovinz und als Kabinettsmitglied unter Plutarco Elías Calles.

## Präsidentschaft
Am 1. Dezember 1934 wurde Lázaro Cárdenas del Río Präsident Mexikos. Mexiko litt zu dieser Zeit noch unter den Auswirkungen der Revolution. Am 1. April 1936 verbannte er Plutarco Elías Calles, den letzten General mit diktatorischen Ambitionen und zuvor Cárdenas’ politischer Förderer, aus Mexiko. Es gelang ihm zudem, die unterschiedlichen Kräfte innerhalb der 1929 gegründeten Nationalen Revolutionspartei (Partido Nacional Revolucionario, PNR) zu vereinen. Damit sorgte er dafür, dass die 1938 in Partido de la Revolución Mexicana (PRM) und 1946 in Partido Revolucionario Institucional (PRI) umbenannte Partei bis 2000 alle mexikanischen Präsidenten stellte. Cárdenas selbst bezog im Gegensatz zu seinen Vorgängern seine politische Macht vor allem aus seiner Popularität in den breiten ländlichen Bevölkerungsschichten. Zudem unterstützte er die Gewerkschaften so massiv wie kein Präsident zuvor. 
Am 18. März 1938 verstaatlichte Cardenas die Ölindustrie, die bis dahin in US-amerikanischem, britischem und niederländischem Besitz war, sowie die Elektrizitätswerke. Bereits 1937 war die in ausländischem Besitz befindliche nationale Eisenbahngesellschaft verstaatlicht worden. In dieser Zeit entstand der bis heute bestehende mexikanische Ölkonzern PEMEX. Er führte größere Agrarreformen durch als viele seiner Vorgänger und konnte so die Herrschaft der Großgrundbesitzer brechen. Cárdenas gewährte dem russischen Revolutionär Leo Trotzki Asyl in Mexiko, der vor dem stalinistischen Terror fliehen musste und zu diesem Zeitpunkt staatenlos war. Er gründete außerdem das Nationale Polytechnische Institut, nahm Flüchtlinge des Spanischen Bürgerkriegs auf und initiierte Reformen, die Mexikos Entwicklung bis zum heutigen Tag geprägt haben. Unter seinem Nachfolger Manuel Ávila Camacho war Cárdenas bis zum Ende des Zweiten Weltkriegs Kriegs- und Marineminister; Mexiko beteiligte sich auf Seiten der Alliierten.
Nach seiner Präsidentschaft blieb Cárdenas eine wichtige Figur in der PRI. Er war Vize- und Ehrenpräsident des Weltfriedensrats und Teilnehmer des Russell-Tribunals. Die 1987 gegründete Partido del Frente Cardenista de Reconstrucción Nacional, die seinen Ideologien folgte, übernahm die Bezeichnung „cardenista“ (cardinistisch) in Anlehnung an seinen väterlichen Nachnamen. Sein Sohn Cuauhtémoc ist ein ehemaliger Politiker Mexikos.

## Ehrungen
- Nach Cárdenas sind mehrere Orte in Mexiko benannt, darunter Ciudad Lázaro Cárdenas im Bundesstaat Michoacán. In Prag-Bubeneč trägt ein Park seinen Namen.